# Elina Risku
Elina Risku (Seinäjoki, 7 maart 1992) is een Fins schaatsster.
De moeder van Risku, Marja Anneli Risku-Repola, nam tussen 1971 en 1973 deel aan internationale schaatskampioenschappen. In 1980 besloot zij haar carrière op de Winterspelen in Lake Placid. Anders dan haar moeder die een allrounder was, is Risku gespecialiseerd op de sprint. Ze nam dan ook meermaals deel aan het WK sprint, maar eindigde telkens in de achterhoede. Wel heeft ze op alle afstanden, met uitzondering van de 5000 meter, het Fins record op haar naam staan. Op 4 maart 2012 behaalde ze haar eerste wereldbekerpunten, op de 1000 meter in de B-groep. Eenmaal nam zij deel aan de WK Afstanden; in 2016 werd zij 24e op de 500 meter. Op de WK Sprint behaalde zij in 2018 haar beste resultaat: 15e. Na de Olympische Winterspelen in PyeongChang besloot zij te stoppen met de schaatssport.

## Persoonlijke records
| Afstand    | Tijd    | Datum            | Baan           |
| ---------- | ------- | ---------------- | -------------- |
| 500 meter  | 0 38,70 | 15 november 2015 | Calgary        |
| 500 meter  | 0 38,70 | 9 december 2017  | Salt Lake City |
| 1000 meter | 1.18,19 | 14 november 2015 | Calgary        |
| 1500 meter | 2.03,57 | 15 maart 2011    | Calgary        |
| 3000 meter | 4.26,78 | 16 maart 2011    | Calgary        |
| 5000 meter | 9.05,31 | 11 december 2011 | Helsinki       |

## Resultaten
| Jaar | EK Sprint                | WK Sprint                | WK Afstanden | Olympische Spelen | WK Junioren                               |
| ---- | ------------------------ | ------------------------ | ------------ | ----------------- | ----------------------------------------- |
| 2009 |                          |                          |              |                   | NC28 (29e, 34e, 29e, -) 14e achtervolging |
| 2010 |                          |                          |              |                   | 36e 1000m                                 |
| 2011 |                          |                          |              |                   | 19e (10e, 21e, 30e, 29e)                  |
| 2012 |                          | DQ (DQ, -, -, -)         |              |                   |                                           |
| 2013 |                          | NC30 (30e, 30e, 29e, -)  |              |                   |                                           |
| 2014 |                          | 24e (22e, 24e, 23e, 24e) |              |                   |                                           |
| 2015 |                          | NC25 (24e, 25e, 20e, -)  |              |                   |                                           |
| 2016 |                          |                          | 24e 500m     |                   |                                           |
| 2017 | 16e (12e, 17e, 11e, 16e) |                          |              |                   |                                           |
| 2018 |                          | 15e (16e, 19e, 16e, 17e) |              | 28e 500m          |                                           |

 NC# = niet gekwalificeerd voor de laatste afstand, maar wel als # geklasseerd in de eindrangschikking